# Rémi Samuz
Rémi Samuz, de son vrai nom Rémi Ama Sossouvi, né le 13 janvier 1982 à Cotonou, est un sculpteur et plasticien béninois, spécialisé dans le tissage en fil de fer. Il est médaillé d'or aux Jeux de la Francophonie de 2017 à Abidjan en Côte d’Ivoire dans la catégorie Sculpture/Installation.

## Biographie
Habile, il s'amuse depuis son enfance à fabriquer, tresser et tisser des sculptures en miniature et fil de fer représentant toutes sortes de personnages, ce qui lui vaudra de son entourage le surnom de « Samuz ». Il met au point une technique s'inspirant de la technique des oiseaux pour fabriquer leur nid à partir de brindilles.
Encore apprenti tourneur, il abandonne sa formation en mécanique pour une pleine concentration à la sculpture.

## Œuvres
Ses œuvres sont faites de fils de fer souples, enroulés, tordus et tressés. Il s'inspire aussi de la technique de tissage des nids des oiseaux pour réaliser ses œuvres.
Le 28 juillet 2017, à Abidjan (Côte d’Ivoire), il devient médaillé d’or à la huitième édition des Jeux de la Francophonie dans la catégorie « Sculpture et installation » avec son œuvre intitulée Préparons l’avenir,.
Parmi ces autres œuvres, on peut citer Un homme roulant à vélo tout en saluant un passant, Un enfant poussant un pousse-pousse ou Un athlète franchissant la ligne d’arrivée d’un sprint.

## Prix et distinctions
- 2017 : médaillé en or aux Jeux de la Francophonie, catégorie Sculpture et Installation.